# سنونو أبيض الفخذ
سنونو أبيض الفخذ (الاسم العلمي: Atticora tibialis)، نوع من الطيور الجواثم التي تتبع فصيلة السنونو. هو طائر أحادي الطراز من جنس السنونو الجديد "Neochelidon". أعطانه في بوليفيا، البرازيل، كولومبيا، الإكوادور، غيانا الفرنسية، بنما، بيرو، سورينام، و فنزويلا.